# Désir
「Désir」は、GARNiDELiAの楽曲で、7枚目のシングル。2017年8月23日にSACRA MUSICから発売された。

## 概要
前作「SPEED STAR」から2ヶ月ぶりとなるシングル。表題曲は、テレビアニメ『Fate/Apocrypha』のエンディングテーマに起用された。カップリングのワスレナグサはインディーズ時代の楽曲。
初回生産限定盤のDVDには、表題曲のMusic Videoと「stellacage TOUR 2017 〜Cry Out〜」のライブ映像が3曲収録されている。また、期間生産限定盤は描き下ろしアニメ絵柄ジャケットで、DVDには、同アニメのノンクレジットエンディング映像が収録されている。

## 収録曲
通常盤・初回生産限定盤
- (作詞：MARiA、編曲：toku)

1. Désir  [4:45]
  - 作曲:toku

2. ワスレナグサ[4:16]
  - 作曲:toku、MARiA

3. Special Girl[3:46]
  - 作曲:toku、MARiA

4. Désir-Instrumental[4:44]

DVD (初回生産限定盤のみ)
1. 「Désir」Music Video
2. 「LIFEL」 ライブ映像
3. 「BAD BOY」 ライブ映像
4. 「約束-Promise code-」 ライブ映像

期間生産限定盤(アニメ盤）
1. Désir
2. ワスレナグサ
3. Special Girl
4. Désir-Instrumental
5. Désir (TV size)

DVD
1. TVアニメ「Fate/Apocrypha」エンディングノンクレジットムービー